# کوی (آرکانسا)
کوی (به انگلیسی: Coy) یک شهر در ایالات متحده آمریکا است که در شهرستان لونکه، آرکانزاس واقع شده‌است. کوی ۱٫۷۵ کیلومتر مربع مساحت و ۹۶ نفر جمعیت دارد و ۶۶ متر بالاتر از سطح دریا واقع شده‌است.